# John Kjærgaard Grosbøl
John Kjærgaard Grosbøl (født 20. juli 1936, død 2. november 2024) var en dansk iværksætter, som i 1982 stiftede tekstilvirksomheden Scan Thermo, senere kendt som Mascot.
Han blev født i Uldum som søn af Viggo Grosbøl (1905-?) og Anna Kjærgaard Mikkelsen (1915-2002).
Grosbøl var administrerende direktør for Mascot frem til 2002, hvor sønnen Michael Grosbøl overtog posten. Han fortsatte dog som bestyrelsesformand frem til sin død i 2024.
I foråret 2024 fik Grosbøl konstateret kræft, og han døde af sygdommen i november måned samme år.